# Arbee Stidham
Arbee Stidham (1917-1988) est un guitariste, saxophoniste alto, harmoniciste et chanteur de blues de rhythm and blues américain, né à DeValls Bluff dans l'Arkansas et décédé à Chicago.

## Carrière
Arbee Stidham, qui grandit en Arkansas, vient d'une famille de musiciens. Son père, Luddie Stidham, a joué dans l'orchestre de Jimmie Lunceford, son oncle a été membre du Memphis Jug Band.
Dans les années 1930, il dirige sa propre formation, les Southern Syncopators, qui se produit jusqu'à Memphis. Comme nombre d'autres bluesmen du Sud, la décennie 1940 le voit s'installer à Chicago. C'est là qu'il enregistre pour RCA Victor à l'initiative de Lester Melrose. Son titre de 1947, My Heart Belongs to You, est un succès dans les charts Rhythm and Blues.
Sa carrière discographique se poursuit dans les années 1950-1960, pour plusieurs labels de blues et de rhythm and blues, Sittin' In With Records, Abco Records, une filiale de Sabre Records, Checker Records, Prestige Records.
En 1973, il apparait dans un documentaire du réalisateur Bob West, The Bluesman.

## Discographie

### Albums
- Arbee's Blues, Smithsonian Folkways Recordings
- There's Always Tomorrow/Bringing the Blues Back, Smithsonian Folkways Recordings
- Time for Blues (1972) Mainstream

### Compilations
- Complete Recordings, Vol. 1 : 1947-1951, CD, Blue Moon, 2004
- Complete Recordings, Vol. 2 : 1951-1957, CD, Blue Moon, 2004